# Абайская область
Абайская область, или область Абай (каз. Абай облысы / Abai oblysy) — административно-территориальная единица Республики Казахстан, граничащая с Россией на севере и Китаем на юго-востоке. Регион расположен в северо-восточной части страны, географически большей своей частью занимающая Казахский мелкосопочник, меньшей (северная часть) — Западно-сибирскую равнину. По территории области протекает крупнейшая река Казахстана — Иртыш. Административный центр и крупнейший город — город Семей (до 2007 г. — Семипалатинск).
Образована 8 июня 2022 года.

## Физико-географическая характеристика

### География
Область расположена на востоке Казахстана, граничит на востоке с Восточно-Казахстанской областью, на юге — с Жетысуской областью, на западе — с Карагандинской областью, на северо-западе — с Павлодарской областью Казахстана, на севере — с Россией (Алтайский край), на юго-востоке — с Китаем (Синьцзян-Уйгурский автономный район).

### Рельеф
Большую часть области занимает восточная часть Казахского мелкосопочника и представляет собой волнистую равнину с высотами 500—700 м. На юго-востоке простирается Тарбагатайский хребет высотой до 3 000 м, отделяющий Зайсанскую и Балхаш-Алакольскую котловины.
Северная часть области покрыта степью на чернозёмных почвах, но в большей части области преобладает пустынная степь.

### Гидрография
Более 40 % всех водных запасов Казахстана сосредоточены на востоке страны.
Главной водной артерией области является река Иртыш, на котором расположена Шульбинская ГЭС.
В Абайской области расположены множество озёр, самыми крупными из которых являются Алаколь и Сасыкколь, а также Шульбинское водохранилище.

### Климат
Климат резко континентальный, с большими суточными и годовыми амплитудами температуры воздуха. Зима суровая, лето  жаркое. Средняя температура января составляет -17 ° С, июля +21 ° С, атмосферных осадков выпадает 300 мм в год. Средняя годовая скорость ветра составляет 2,3 м/с, средняя годовая влажность воздуха — 66 %.

## История
На территории области Абай в XIX веке проживали такие племена Среднего жуза как: найманы (роды бура, тауке, каратай, каракерей, матай, садыр, тортуыл, теристанбал, акнайман, байжигит, жумык, карауылжасак, сыбан), аргыны (роды басентиин, каракесек, тобыкты), таракты, кереи и уаки.
В 1939—1997 годах на данной территории была Семипалатинская область с административным центром в Семипалатинске (с 2007 года — Семей). Семипалатинская область была образована указом Президиума Верховного Совета СССР 14 октября 1939 года и продолжала существовать в Республике Казахстан. 3 мая 1997 года указом Президента Нурсултана Назарбаева Семипалатинская область была упразднена, а её территория вошла в состав Восточно-Казахстанской области.
16 марта 2022 года президент Республики Казахстан Касым-Жомарт Токаев во время совместного заседания палат парламента выступил с посланием народу Казахстана, где предложил создать Абайскую область:
…в Семипалатинском регионе предлагается создать Абайскую область. Город Семей станет областным центром новой области. Этот вопрос давно поднимали жители этого региона. Сейчас в этом регионе множество нерешённых проблем, очень изношена внутренняя инфраструктура.
Область была образована 8 июня 2022 года в соответствии с указом президента Казахстана от 4 мая 2022 года. В состав области Абай вошли те же территории, что до 1997 года входили в состав бывшей Семипалатинской области.
Согласно поправкам в Конституцию, утверждённым после референдума в июне 2022, а также указу президента от 8 июня 2022 года, акимы областей избираются по новым правилам, в ходе голосования в маслихатах областных центров, городов республиканского значения, столицы.
11 июня 2022 года в ходе открытого голосования депутатами маслихата всех уровней, расположенных на территории области, на должность акима Абайской области избран Нурлан Уранхаев. По результатам голосования, 25 депутатов поддержали кандидатуру Асхата Смаилова, а 89 отдали свой голос за Нурлана Уранхаева. Указ о назначении Н.Т. Уранхаева на должность акима области подписан президентом Токаевым в этот же день.

## Экономика

### Промышленность
В числе базовых отраслей экономики легкая, горнодобывающая, обрабатывающая,  пищевая, металлургическая промышленность.
На территории области Абай работают два крупных горнорудных предприятия — Актогайский ГОК и Бакырчикский ГОК.

### Сельское хозяйство
На 2022 год объём валовой продукции сельского хозяйства составил 428 млрд. тенге.
Во всех категориях хозяйств насчитывается:
|                                  | 01.07.2022 |
| -------------------------------- | ---------- |
| Крупный рогатый скот, тыс. голов | 861,3      |
| Свиньи, тыс. голов               | 11,6       |
| Овцы и козы, тыс. голов          | 1444,2     |
| Лошади, тыс. голов               | 361,5      |
| Птица, тыс. голов                | 1710,6     |

## Население

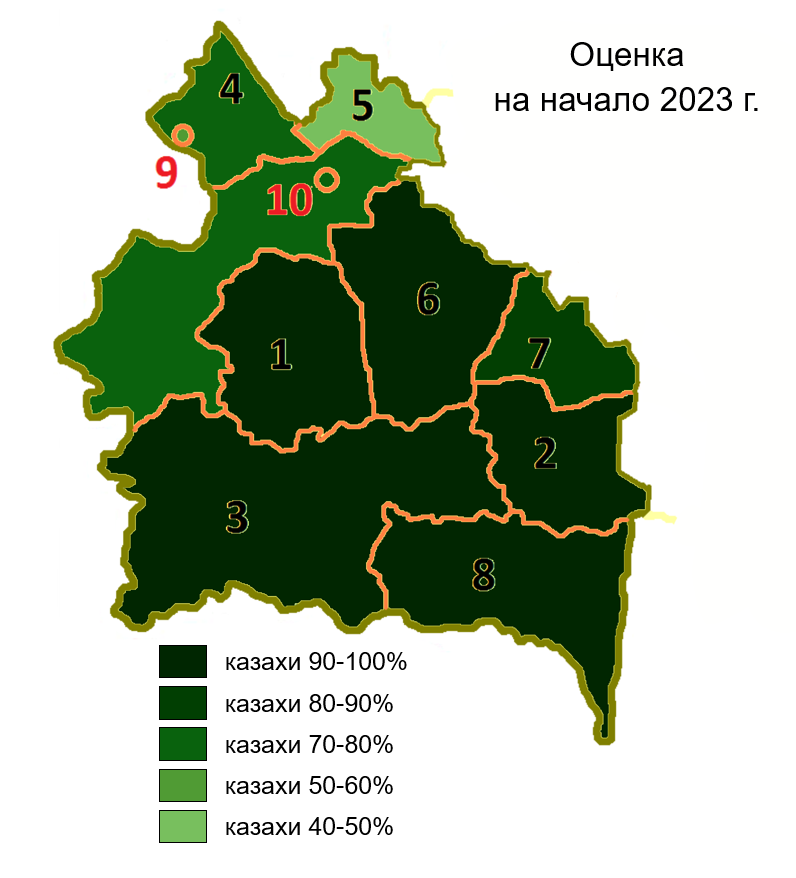
Крупнейший этнос по районам области по оценке на начало 2023 года

| Численность населения области Абай | Численность населения области Абай | Численность населения области Абай |
| 2022                               | 2023                               | 2025                               |
| ---------------------------------- | ---------------------------------- | ---------------------------------- |
| 611 888                            | ↘610 158                           | ↘600 800                           |

## Административное деление

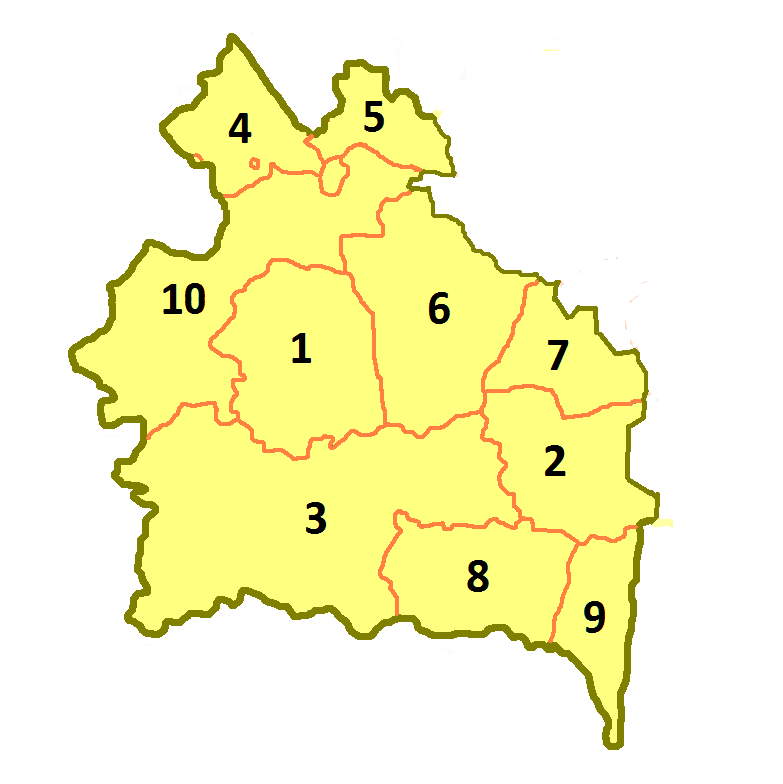
Административное деление области (2024-)

В процессе подготовки к образованию области был произведён целый ряд административных преобразований:
- был разделён Тарбагатайский район, на его месте созданы два района — Тарбагатайский район сокращённого размера с административным центром в селе Акжар (он остался в составе Восточно-Казахстанской области), а также Аксуатский район с административным центром в селе Аксуат, который передан в область Абай.
- был образован Самарский район с административным центром в селе Самарское путём выделения из состава Кокпектинского района; новообразованный Самарский район остался в составе Восточно-Казахстанской области, а сокращённый Кокпектинский район передан в состав области Абай.

В 2023 году были образованы 2 района:
- Маканчинский район с административным центром в селе Маканчи путём выделения из состава Урджарского района;
- Жанасемейский район с административным центром на территории города Семея путем выделения из состава города Семея Абралинского, Айнабулакского, Акбулакского, Алгабасского, Иртышского, Новобаженовского, Озерского, Приречного, Жиеналинского, Достыкского, Караоленского, Кокентауского сельских округов и посёлков Шульбинска и Чагана.

Область состоит из 10 районов и 2 городов областного подчинения:
1. Абайский район
2. Аксуатский район
3. Аягозский район
4. Бескарагайский район
5. Бородулихинский район
6. Жарминский район
7. Кокпектинский район
8. Урджарский район
9. Маканчинский район
10. Жанасемейский район
11. город Курчатов
12. город Семей